# Eleccions legislatives de Corea del Sud de 1981
Les Eleccions legislatives de Corea del Sud de 1981 es van celebrar el 25 de març. Les eleccions es van produir després dels cops d'estat de 1979 i 1980, amb les principals figures polítiques de l'oposició, com Kim Young-sam i Kim Jong-pil, inhabilitats per a presentar-se com a candidats, així com els principals partits polítics de l'anterior etapa prohibits pel nou règim dictatorial de Chun Doo-hwan.
El resultat va ser una victòria del Partit de la Justícia Democràtica, que va guanyar 151 dels 276 escons de l'Assemblea Nacional. Els altres partits minoritaris, el Partit Demòcrata i el Partit Nacional, es consideraven partits d'oposició controlada del règim, que mantenia una forta persecució a elements crítics com Kim Dae-jung, llavors sentenciat a mort per incitació a la rebel·lió.
Per altra banda, es van abolir els delegats presidencials que va impulsar el dictador Park Chung-hee, escollint així 184 diputats mitjançant el sistema de vot únic no transferible (una variant semi-proporcional de l'escrutini uninominal majoritari) i la resta amb escrutini proporcional plurinominal.

## Resultats
|                        | Partit de la Justícia Democràtica     | 5,776,624  | 35.64  | 90  | 61 | 151 | Nou |  |  |  |  |
|                        | Partit Demòcrata                      | 3,495,829  | 21.57  | 57  | 24 | 81  | Nou |  |  |  |  |
|                        | Partit Nacional                       | 2,147,293  | 13.25  | 18  | 7  | 25  | Nou |  |  |  |  |
|                        | Partit dels Drets Civils              | 1,088,847  | 6.72   | 2   | 0  | 2   | Nou |  |  |  |  |
|                        | Partit de la Nova Política            | 676,921    | 4.18   | 2   | 0  | 2   | Nou |  |  |  |  |
|                        | Partit Socialista Democràtic          | 524,361    | 3.24   | 2   | 0  | 2   | Nou |  |  |  |  |
|                        | Partit Camperol Demòcrata             | 227.715    | 1.41   | 1   | 0  | 1   | Nou |  |  |  |  |
|                        | Partit del Poble Pacífic              | 144.000    | 0,89   | 1   | 0  | 1   | Nou |  |  |  |  |
|                        | Partit Socialista                     | 122.778    | 0,76   | 0   | 0  | 0   | Nou |  |  |  |  |
|                        | Partit Democristià de Corea           | 103.893    | 0,64   | 0   | 0  | 0   | Nou |  |  |  |  |
|                        | Partit del Grup Nacional d'Unificació | 87.977     | 0,54   | 0   | 0  | 0   | Nou |  |  |  |  |
|                        | Partit Fundador Democràtic Won-il     | 76.863     | 0,47   | 0   | 0  | 0   | Nou |  |  |  |  |
|                        | Independents                          | 1.734.224  | 10.70  | 11  | 0  | 11  | 11  |  |  |  |  |
|                        | Total                                 | 16.207.325 | 100.00 | 184 | 92 | 276 | 45  |  |  |  |  |
|                        |                                       |            |        |     |    |     |     |  |  |  |  |
| Vots vàlids            | Vots vàlids                           | 16.207.325 | 98,84  |     |    |     |     |  |  |  |  |
| Vots blancs i invàlids | Vots blancs i invàlids                | 190.520    | 1.16   |     |    |     |     |  |  |  |  |
| Total                  | Total                                 | 16.397.845 | 100.00 |     |    |     |     |  |  |  |  |
| Inscrits/participació  | Inscrits/participació                 | 21.094.468 | 77,74  |     |    |     |     |  |  |  |  |

### Per ciutat/província
| Regió             | Escons | Escons guanyats | Escons guanyats | Escons guanyats | Escons guanyats | Escons guanyats | Escons guanyats | Escons guanyats | Escons guanyats | Escons guanyats |   |   |
| Regió             | Escons | PJD             | PDC             | PNC             | PDC             | NPP             | DSP             | DFP             | PPP             | Ind.            |   |   |
| ----------------- | ------ | --------------- | --------------- | --------------- | --------------- | --------------- | --------------- | --------------- | --------------- | --------------- | - | - |
| Regió             | Escons | Seül            | 28              | 14              | 11              | 1               | 0               | 0               | 1               | 0               | 0 | 1 |
| Busan             | 12     | 6               | 5               | 0               | 1               | 0               | 0               | 0               | 0               | 0               |   |   |
| Gyeonggi-do       | 24     | 12              | 10              | 1               | 0               | 1               | 0               | 0               | 0               | 0               |   |   |
| Gangwon-do        | 12     | 6               | 4               | 2               | 0               | 0               | 0               | 0               | 0               | 0               |   |   |
| Chungcheongbuk-do | 8      | 4               | 1               | 3               | 0               | 0               | 0               | 0               | 0               | 1               |   |   |
| Chungcheongnam-do | 16     | 8               | 5               | 2               | 0               | 0               | 0               | 0               | 0               | 1               |   |   |
| Jeollabuk-do      | 14     | 7               | 6               | 0               | 0               | 0               | 0               | 0               | 0               | 0               |   |   |
| Jeollanam-do      | 22     | 10              | 9               | 1               | 0               | 1               | 0               | 0               | 1               | 0               |   |   |
| Gyeongsangbuk-do  | 26     | 13              | 1               | 5               | 0               | 0               | 0               | 0               | 0               | 3               |   |   |
| Gyeongsangnam-do  | 20     | 10              | 5               | 3               | 1               | 0               | 1               | 1               | 0               | 3               |   |   |
| Jeju-do           | 2      | 0               | 0               | 0               | 0               | 0               | 0               | 0               | 0               | 2               |   |   |
| Circumscripcions  | 184    | 90              | 57              | 18              | 2               | 2               | 2               | 1               | 1               | 11              |   |   |
| Llista            | 92     | 61              | 24              | 7               | 0               | 0               | 0               | 0               | 0               | 0               |   |   |
| Total             | 276    | 151             | 81              | 25              | 2               | 2               | 2               | 1               | 1               | 11              |   |   |